# سیپماستات

ساختار شیمیایی سیپماستات

سیپماستات (به انگلیسی: Cipemastat) یک ترکیب شیمیایی با شناسه پاب‌کم ۹۸۲۴۳۵۰ است. که جرم مولی آن ۴۳۶٫۵۴۵ گرم بر مول می‌باشد.